# Superinteligencja
Superinteligencja lub nadludzka inteligencja – hipotetyczny agent przewyższający intelektualnie każdego istniejącego człowieka, praktycznie we wszystkich aspektach, w tym również kreatywnością, mądrością i umiejętnościami społecznymi. Hipotetycznymi przykładami superinteligencji mogą być postludzie, sztuczne inteligencje lub przedstawiciele cywilizacji pozaziemskich. „Superinteligencja” to również określenie poziomu inteligencji takiej osoby.

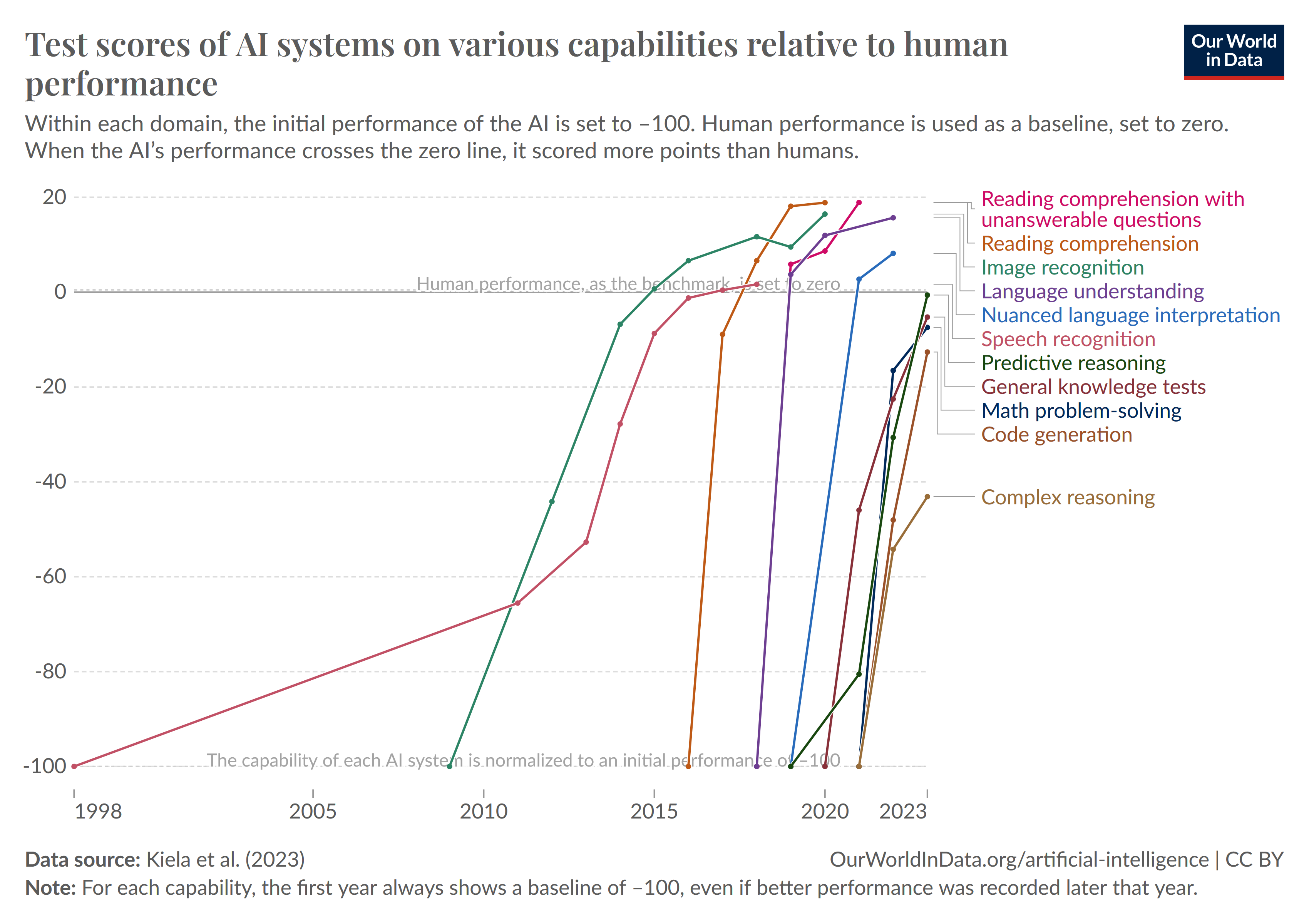
Sztuczna inteligencja, szczególnie modele fundamentalne, dogoniły zdolności ludzkie w wielu aspektach poznawczych

Naukowcy nie uzyskali konsensusu w jaki sposób inteligencja człowieka może zostać przewyższona jednak dwa główne nurty są wyszczególniane:
- Algorytmy sztucznej inteligencji zostaną dopracowane w taki sposób, że zostanie wytworzony nowy system myślący, który nie będzie posiadał ograniczeń ludzkiego układu poznawczego
- Dokona się ewolucja ludzi, w sposób naturalny lub przez modyfikację ludzką, aby osiągnąć radykalnie wyższą inteligencję.

Hipoteza o możliwości stworzenia superinteligencji jest jedną z podstaw koncepcji osobliwości technologicznej.
W pewnych kontekstach precyzuje się podział na słabą i silną superinteligencję. Słaba superinteligencja to intelekt przewyższający człowieka jedynie szybkością myślenia. Taką superinteligencją mógłby hipotetycznie być program symulujący pracę mózgu człowieka w tempie szybszym niż naturalny. Silna superinteligencja to intelekt przewyższający człowieka jakościowo, podobnie jak człowiek przewyższa jakościowo inne zwierzęta. Twórcy SF spekulują również, że może istnieć wiele poziomów superinteligencji, z których każdy przewyższa jakościowo poprzedni i jest dla niego niepojęty.

## Sztuczna superinteligencja
Sztuczna superinteligencja (ang. artificial superintelligence, ASI) jest tematem wzmożonej dyskusji od momentu większych odkryć w dziedzinie sztucznej inteligencji.

### Postęp w AI i tezy o AGI
Ostatni postęp w sztucznej inteligencji, w szczególności w dużych modelach językowych opartych na architekturze transformera, doprowadził do ulepszeń technologii AI. To doprowadza do tez, iż takie modele jak GPT-4 przedstawia cechy AGI, chociaż jest to tematem dyskusyjnym dla niektórych naukowców, którzy twierdzą, że modele językowe nie posiadają podstawowych aspektów poznawczych. Większe modele mogą wykazywać więcej cech AGI.

### Zalety obliczeniowe
Systemy sztucznej inteligencji ma lepsze możliwości niż systemy inteligencji biologicznej w następujących aspektach:
- Szybkość – aktualne procesory wykonują obliczenia o wiele szybciej (ok 2 GHz) niż biologiczne neurony (ok 200 Hz)
- Skalowalność – systemy AI mogą być skalowane w rozmiarze i możliwościach obliczeniowych znacznie prościej niż ludzie
- Pamięć – systemy AI mają perfekcyjną pamięć i szeroką bazę wiedzy

## Naturalna superinteligencja
Nadczłowiek mógłby zostać stworzony przez inżynierię genetyczną wraz z wielopokoleniową ewolucją, jednak to podejście jest odrzucane przez uznawane za eugenikę.
Jednym z podejść sugerujących możliwość naturalnej superinteligencji jest integracja systemów biologicznych z cyfrowymi, szczególnie stworzenie interfejsu mózg–komputer. Jednym z inicjatyw implementacji tego połączenia jest Neuralink.

## Perspektywa czasowa
W 2023 roku liderzy OpenAI Sam Altman, Greg Brockman i Ilya Sutskever wysłali otwarty list do rządu Stanów Zjednoczonych z rekomendacjami regulacji superinteligencji, którą się spodziewają w przeciągu 10 następnych lat. W 2024 roku Ilya Sutskever zrezygnował z pracy w OpenAI na rzecz własnej organizacji Safe Superintelligence, która skupia się na pracach badawczych nad stworzeniem bezpiecznej superinteligencji.

## W kulturze
Wiele mitów i religii zakłada istnienie istot przewyższających intelektualnie ludzi, takich jak bogowie czy demony. Motyw nadludzkich inteligencji występuje też powszechnie w fantastyce naukowej, m.in. w powieściach i opowiadaniach Vernora Vingego, Teda Chianga, Stanisława Lema i Jacka Dukaja.